# Eriborus epiphyas
Eriborus epiphyas là một loài tò vò trong họ Ichneumonidae.